# Scuola di archivistica, paleografia e diplomatica
Le Scuole di archivistica, paleografia e diplomatica sono delle strutture di formazione pubbliche, gratuite e di livello post-universitario presenti in Italia.
Situate presso diciassette sedi degli Archivi di Stato, offrono una formazione di durata biennale, regolamentata dal
Decreto ministeriale 1 ottobre 2021, n. 241, in materia di "Regolamento concernente le funzioni, l'organizzazione e il funzionamento delle Scuole di archivistica, paleografia e diplomatica degli Archivi di Stato, in attuazione dell'articolo 9, commi 3 e 4, del decreto legislativo 20 ottobre 1998, n. 368".

## Storia
Molte di queste scuole erano già attive in epoca preunitaria (ad esempio, la scuola presso l'Archivio di Stato di Napoli risale al 1811, in piena epoca murattiana), ma la definitiva regolamentazione risale agli articoli 58-64 del
Regio decreto 2 ottobre 1911, n. 1163. L'idea del decreto del 1911 era che gli studenti fossero già assunti dall'amministrazione archivistica, come archivisti o alunni; erano ammessi all'alunnato per gli impieghi di 1ª categoria (tra cui quello di archivista), tramite concorso, i laureati in giurisprudenza o lettere, oppure coloro in possesso del diploma di approvazione nell'esame finale nel corso di paleografia e scienze ausiliarie della storia presso l'Istituto di studi superiori in Firenze. Chi avesse aspirato ai soli impieghi di 2ª categoria doveva essere in possesso della licenza ginnasiale. Gli alunni erano tenuti a un periodo di tirocinio compreso tra i sei mesi e i due anni, durante il quale quelli di 1ª categoria avrebbero anche frequentato le lezioni della scuola, pur se già in possesso del diploma di archivista-paleografo o di quello rilasciato dall'Istituto di studi superiori di Firenze. Mancando la scuola nell'archivio ove si svolgeva l'alunnato, un archivista locale avrebbe personalmente tenuto i corsi. Era prevista l'ammissione al primo anno di studenti esterni all'amministrazione, purché in possesso di diploma di liceo, e di uditori. Per essere ammessi al secondo anno si doveva aver frequentato il primo anno di lezioni presso una delle scuole d'archivistica o presso l'Istituto di Firenze. Erano dispensati dall'esame finale gli alunni già diplomati archivisti-paleografi.
Già nel 1927 l'organizzazione delle scuole era stata criticata, risultando le lezioni troppo gravose per gli archivisti, a fronte di ben poca gratificazione economica, e risultando la paleografia troppo preminente, a discapito dell'archivistica. Infatti, dopo soli tre lustri dall'entrata in vigore del nuovo regolamento, le università si erano già sufficientemente attrezzate per l'insegnamento della paleografia, e Mario Ferrigni riteneva utile, visto che le scuole degli archivi non erano più gli unici luoghi ove s'insegnava quella scienza, di rimpiazzare parte delle lezioni con archivistica, ancora poco praticata altrove. A dimostrazione della situazione di quasi monopolio in cui lavoravano le scuole, i corsi avevano «titolo legale di corsi universitari». Il Decreto del presidente della Repubblica 30 settembre 1963, n. 1409, articolo 14, che riformò vari aspetti dell'amministrazione degli archivi, lasciò il regolamento delle scuole immutato.
Essendo divenuto necessario per l'assunzione come archivista il diploma delle scuole d'archivistica, paleografia e diplomatica, la possibilità di esservi ammessi quali funzionari in servizio è scomparsa (il decreto del 1963 consentiva ancora di aspirare alle cariche inferiori a quella di primo archivista), mentre l'unico modo per accedervi rimaneva l'ammissione quale esterno, presentando non più la licenza liceale, ma un qualunque diploma di scuola media superiore. Nel 1989 è stato istituito il numero chiuso, in base alla circolare dell'Ufficio centrale per i beni archivistici n. 8/89 (12) del 1º febbraio 1989. Nel 2012 è stata proposta una riforma del regolamento che, richiedendo per l'accesso una laurea magistrale o titolo equivalente, avrebbe reso le scuole di archivistica degli istituti di formazione post-universitaria, modificando anche la struttura degli insegnamenti e degli esami, introducendo il sistema dei crediti formativi. Il provvedimento, che avrebbe introdotto le dinamiche dei corsi universitari, con appelli d'esame per singole materie e una tesi finale, e avrebbe tolto dalla titolazione delle scuole la paleografia e la diplomatica, mostrando un approccio più contemporaneistico, non fu approvato. Nel 2021 si è avuta ancora notizia di un nuovo regolamento, che a maggio mancava solo delle controfirme dei ministri; esso è infine entrato in vigore il 22 febbraio 2022, riprendendo in gran parte la riforma fallita del 2012.

## Le sedi
Gli Archivi di Stato presso cui è attiva una Scuola di archivistica, paleografia e diplomatica sono quelli di:
- Bari[13]
- Bologna[14]
- Bolzano[15]
- Cagliari[16]
- Firenze[17]
- Genova[18]
- Mantova[19]
- Milano[20]
- Modena[21]
- Napoli, con sedi coordinate negli archivi di Pescara e Reggio Calabria[22]
- Palermo[23]
- Parma[24]
- Perugia[25]
- Roma[26]
- Torino[27]
- Trieste[28]
- Venezia[29]

## Avvio dei corsi
Dopo una prova d'ammissione, «volta ad accertare il possesso delle conoscenze di base in ambito archivistico e storico, nonché una prova di traduzione dal latino di un documento edito di età medioevale», che si tiene il 1º ottobre, i corsi biennali hanno avvio:
- negli anni dispari, presso le Scuole di Bari, Bologna, Cagliari, Firenze, Mantova, Milano, Napoli, Parma, Roma, Torino e Venezia;
- negli anni pari, presso le Scuole di Bolzano, Genova, Modena, Palermo, Perugia e Trieste.

## Attività formative
L'insegnamento è articolato in quattro ambiti disciplinari: paleografia, diplomatica, archivistica (generale e speciale) e discipline ausiliarie (metrologia, numismatica, araldica).
Esistono due indirizzi: quello paleografico, che segue l'impostazione tradizionale delle scuole di archivistica, e quello contemporaneistico, incentrato sul documento contemporaneo, entrambi con insegnamenti per 30 crediti formativi ciascuno. A questi esami caratterizzanti si affiancano 54 crediti obbligatori in archivistica, gestione documentale, edizione delle fonti, sistemi di gestione di archivi digitali e tirocinio. Le scuole possono attivare insegnamenti opzionali, quali discipline ausiliarie e storia locale, nei quali è necessario acquisire 18 crediti, potendo anche seguire, in luogo di questi, corsi caratterizzanti l'indirizzo che non si è scelto. Gli esami si tengono in due appelli, uno d'estate e uno d'autunno.
Al termine del biennio, è prevista una tesi finale che si stabilisce in due appelli, successivi a quelli degli esami, del valore di 18 crediti, che incrementa il voto di diploma per un massimo di 10/150, il voto venendo calcolato sulla media degli esami. Agli alunni che riportano una votazione superiore a 90/150 è rilasciato il «diploma di specializzazione per gli archivisti», abbandonando così l'antica denominazione di "diploma in archivistica, paleografia e diplomatica".

## Sbocchi professionali
Il possesso di questo diploma, in base all'art. 31 della legge archivistica del 1963, è un requisito per la direzione degli archivi storici delle regioni, delle province, dei comuni capoluogo di provincia, di eventuali consorzi di enti pubblici (la cui istituzione è consentita in base al secondo comma dell'art. 30 della legge medesima), nonché di archivi dichiarati di particolare interesse storico.